# Рисса (насекомые)
Ри́сса (лат. Rhyssa, от др.-греч. ῥυσσή «морщинистая») — род наездников из семейства Ichneumonidae.

## Этимология
Латинское название рода происходит от греческого языка и означает «сморщенный».

## Список видов
Некоторые виды рода:
- Rhyssa alaskensis Ashmead, 1902
- Rhyssa amoena Gravenhorst, 1829
- Rhyssa crevieri Provancher, 1880
- Rhyssa curvipes Gravenhorst, 1829
- Rhyssa gulliveri Viertler, Klopfstein & Spasojevic, 2023
- Rhyssa hoferi Rohwer, 1920
- Rhyssa howdenorum Townes, 1960
- Rhyssa kriechbaumeri Ozols, 1973
- Rhyssa lineolata Kirby, 1837
- Rhyssa nigricornis Ratzeburg, 1852
- Rhyssa nigritarsis
- Rhyssa persuasoria Linnaeus, 1758
- Rhyssa petiolata Brues, 1906
- Rhyssa ponderosae Townes 1960